# Homapoderus semipallens
Homapoderus semipallens es una especie de coleóptero de la familia Attelabidae.

## Distribución geográfica
Habita en África.